# 2007년 아시아 시리즈
2007년 코나미컵 아시아시리즈 (Konami Cup Asia Series 2007)는 2007년 11월 8일부터 2007년 11월 11일까지 4일간 일본의 도쿄 돔에서 펼쳐졌다. 최종 우승 팀은 일본의 주니치 드래곤스이다.

## 개요
- 시합일시 : 2007년 11월 8일 - 2007년 11월 11일
- 시합장소 : 일본 도쿄 돔
- 주관 : 일본야구기구
- 후원 : 요미우리신문사
- 협찬 : 코나미

## 경기장
| 도쿄도            |
| ----------------- |
| 도쿄 돔           |
| 수용인원 : 45,600 |
|                   |

## 출전 팀
| 리그           | 출전팀                   | 자격                       | 구단 위치              |
| -------------- | ------------------------ | -------------------------- | ---------------------- |
| 중국야구리그   | 차이나 스타스            | 2007년 중국야구리그 대표   | 중화인민공화국         |
| 중화 직업 야구 | 통이 세븐일레븐 라이언스 | 2007년 중화 직업 야구 우승 | 중화민국 타이난시      |
| KBO 리그       | SK 와이번스              | 2007년 한국 프로 야구 우승 | 대한민국 인천광역시    |
| 일본 프로 야구 | 주니치 드래곤스          | 2007년 일본 프로 야구 우승 | 일본 아이치현 나고야시 |

- 이 대회에서 중화민국(타이완)은 중화 타이베이로서 출전한다(타이완 문제 참고).

## 경기 결과

### 예선 토너먼트
| 순위 | 구단명                   | 대한민국 | 일본 | 중화 타이베이 | 중화인민공화국 | 승 | 패 | 득 | 실 |
| ---- | ------------------------ | -------- | ---- | ------------- | -------------- | -- | -- | -- | -- |
| 1    | SK 와이번스              | -        | ○6-3 | ○13-1         | ○13-0          | 3  | 0  | 32 | 4  |
| 2    | 주니치 드래곤스          | ●3-6     | -    | ○4-2          | ○9-1           | 2  | 1  | 16 | 9  |
| 3    | 통이 세븐일레븐 라이언스 | ●1-13    | ●2-4 | -             | ○9-5           | 1  | 2  | 12 | 22 |
| 4    | 차이나 스타스            | ●0-13    | ●1-9 | ●5-9          | -              | 0  | 3  | 6  | 31 |

#### Game 1（대회 1일째）
- 시합일：11월 8일
- 시작시간：12시 02분
- 경기시간：3시간 40분
- 입장인원수：2,978명

|                          | 1 | 2 | 3 | 4 | 5 | 6 | 7 | 8 | 9 | R | H  | E |
| 통이 세븐일레븐 라이언스 | 1 | 0 | 0 | 0 | 0 | 0 | 6 | 0 | 2 | 9 | 14 | 0 |
| 차이나 스타스            | 2 | 1 | 0 | 0 | 1 | 0 | 0 | 0 | 1 | 5 | 16 | 0 |

#### Game 2（대회 1일째）
- 시합일：11월 8일
- 시작시간：18시 05분
- 경기시간：3시간 34분
- 입장인원수：19,095명

|                 | 1 | 2 | 3 | 4 | 5 | 6 | 7 | 8 | 9 | R | H | E |
| SK 와이번스     | 0 | 0 | 0 | 1 | 2 | 0 | 3 | 0 | 0 | 6 | 8 | 0 |
| 주니치 드래곤스 | 0 | 0 | 0 | 0 | 0 | 0 | 2 | 1 | 0 | 3 | 6 | 2 |

#### Game 3（대회 2일째）
- 시합일：11월 9일
- 시작시간：12시 31분
- 경기시간：2시간 28분
- 입장인원수：2,547명

|               | 1 | 2 | 3 | 4 | 5 | 6 | 7 | R  | H  | E |
| 차이나 스타스 | 0 | 0 | 0 | 0 | 0 | 0 | 0 | 0  | 4  | 3 |
| SK 와이번스   | 0 | 1 | 4 | 1 | 3 | 4 | X | 13 | 10 | 0 |

（대회규정에 따라 콜드게임 선언）

#### Game 4（대회 2일째）
- 시합일：11월 9일
- 시작시간：18시 32분
- 경기시간：3시간 28분
- 입장인원수：11,167명

|                          | 1 | 2 | 3 | 4 | 5 | 6 | 7 | 8 | 9 | R | H | E |
| 주니치 드래곤스          | 0 | 0 | 1 | 0 | 1 | 0 | 1 | 0 | 1 | 4 | 8 | 1 |
| 통이 세븐일레븐 라이언스 | 0 | 1 | 0 | 0 | 0 | 0 | 1 | 0 | 0 | 2 | 9 | 2 |

#### Game 5（대회 3일째）
- 시합일：11월 10일
- 시작시간：12시 01분
- 경기시간：2시간 42분
- 입장인원수：12,633명

|                 | 1 | 2 | 3 | 4 | 5 | 6 | 7 | 8 | 9 | R | H  | E |
| 차이나 스타스   | 1 | 0 | 0 | 0 | 0 | 0 | 0 | 0 | 0 | 1 | 4  | 3 |
| 주니치 드래곤스 | 0 | 0 | 0 | 0 | 1 | 0 | 2 | 6 | X | 9 | 10 | 0 |

#### Game 6（대회 3일째）
- 시합일：11월 10일
- 시작시간：18시 01분
- 경기시간：2시간 31분
- 입장인원수：7,290명

|                          | 1 | 2 | 3 | 4 | 5 | 6 | 7 | R  | H  | E |
| 통이 세븐일레븐 라이언스 | 0 | 0 | 0 | 0 | 1 | 0 | 0 | 1  | 6  | 1 |
| SK 와이번스              | 2 | 6 | 3 | 2 | 0 | 0 | x | 13 | 12 | 0 |

（대회규정에 따라 콜드게임 선언)

### 결승전
- 시합일：11월 11일
- 시작시간：18시 00분
- 경기시간：3시간 51분
- 입장인원수：21,091명

| 팀 | 1 | 2 | 3 | 4 | 5 | 6 | 7 | 8 | 9 | R | H | E |
| 주니치 드래곤스 | 0 | 1 | 0 | 0 | 2 | 2 | 0 | 0 | 1 | 6 | 7 | 1 |
| SK 와이번스 | 2 | 0 | 0 | 0 | 0 | 1 | 0 | 2 | 0 | 5 | 8 | 1 |
| 승리 투수: 야마이 다이스케 패전 투수: 케니 레이번 홈런: 주니치 드래곤스 – 이노우에 3호(2회, 솔로-레이번), 이병규 1호(6회, 투런-김광현) SK 와이번스 – 김재현 1호(6회, 솔로-야마이), 이진영 1호(8회, 투런-오카모토) |   |   |   |   |   |   |   |   |   |   |   |   |

- 출전선수

[주니치]
- 1（2B）아라키 마사히로
- 2（SS）이바타 히로카즈
- 3（3B）모리노 마사히코
- 4（1B）나카무라 노리히로
- 5（RF）이병규
- 6（DH）이노우에 카즈키
- 7（C）다니시게 모토노부
- 8（LF）나카무라 고지
  - PH/LF 우에다 요시노리
- 9（CF）후지이 아쓰시

[SK]
- 1（SS）정근우
- 2（LF）조동화
  - PH/LF 박재상 (8회말 대타출전/9회초 수비출전)
  - PH 이재원 (9회말 대타출전)
- 3（DH）김재현
- 4（1B）이호준
  - PR/1B 박정권 (8회말 대주자출전/9회초 수비출전)
- 5（RF）이진영
- 6（CF）박재홍
  - PR/CF 김강민 (8회말 대주자출전/9회초 수비출전)
- 7（2B）정경배
- 8（C）박경완
- 9（3B）최정

- 투수
  - 주니치： 야마이－오카모토 (8회)－스즈키 (8회)－이와세 (9회)
  - SK： 레이번 －김광현 (5회 2사 1,3루 2:3)－조웅천 (6회 1사 2:5)－송은범 (7회 무사 1루 3:5)－가득염 (7회 1사 1,3루 3:5)－로마노 (8회 2사 3:5)

## 같이 보기
- 일본 시리즈
- 타이완 시리즈
- 월드 시리즈

| 2007년 아시아 시리즈              |
| --------------------------------- |
| 주니치 드래건스 일본 세 번째 우승 |